# Armentières-en-Brie
Armentières-en-Brie is een gemeente in het Franse departement Seine-et-Marne (regio Île-de-France) en telt 1308 inwoners (2004). De plaats maakt deel uit van het arrondissement Meaux.

## Geografie
De oppervlakte van Armentières-en-Brie bedraagt 7,3 km², de bevolkingsdichtheid is 179,2 inwoners per km².
De onderstaande kaart toont de ligging van Armentières-en-Brie met de belangrijkste infrastructuur en aangrenzende gemeenten.

## Demografie
Onderstaande figuur toont het verloop van het inwonertal (bron: INSEE-tellingen).